# 今泉雲海
今泉雲海（いまいずみ うんかい、本名不詳、1941年 - ）は、宮崎県出身の政治ゴロ、名簿屋、特殊株主。

## 立候補歴
- 1993年 第40回衆議院議員総選挙　旧東京1区（無所属）　530票　落選　供託金没収

## 肩書の一例
以下は総て自称。時によって微妙に異なる。
- 今泉事務所 代表
- 日韓友好促進会 会長
- 日中親善促進会 会長
- 国会議員市長政治政策会 会長
- 議員連盟親睦協会 会長
- 市長連盟親睦協会 会長
- 官公庁建設土木技術供給協会 会長
- NPO法人 世界自由貿易推進国会議員連盟 会長
- NPO法人 官公庁建設土木技術協会 会長
- NPO法人 日本福祉介護助成協会 会長
- NPO法人 全国中小企業助成協会 会長
- (株)シークレットプロテクション 社長
- (株)日本政経新聞社 社長
- (株)日本行政新聞社 社長
- (株)日本行政エンタープライズ 社長
- (株)全国介護保険ニュース社 社長
- (株)大阪府新聞社 社長
- (株)千葉テレビ放送 顧問（取締役プロデューサー）
- 摂津リトルリーグ 会長

## 経歴
- 学歴不明
- 河野孔明（新東方会）、有田正憲（国民政治連合、老人福祉党）、西山廣喜（昭和維新連盟）らと同郷

- 1994年 ラジオ関西「今泉雲海の行政のこの人と語る」（15分）開始
- 1995年 ラジオ大阪に移転し「今泉雲海のサンデートーク」（30分）開始
- 1996年 ラジオ大阪「今泉雲海のサタデートーク」（15分）に移転
- 2000年 東京MXテレビ他「今泉雲海のこの人達と語る」（30分）開始。提供：日本航空、NTT DoCoMo、ユニバーサル・スタジオ・ジャパン等
- 2002年 千葉テレビ他で「今泉雲海のこの人達と語る」ネット開始